# Antoinette Robertson
Antoinette Robertson, född 26 juni 1993 i New York, är en amerikansk skådespelare.
Robertson har bland annat medverkat i TV-serierna Hart of Dixie (2013-2014), The Haves and the Have Nots (2014-2017) och Dear White People (2017-2021). Hon har även medverkat i filmen The Blackening från 2022.

## Filmografi (i urval)
- 2013-2014: Hart of Dixie
- 2014-2017: The Haves and the Have Nots
- 2017-2021: Dear White People
- 2022: The Blackening